# Ceroplastes bipartitus
Ceroplastes bipartitus är en insektsart som beskrevs av Robert Newstead 1917. Ceroplastes bipartitus ingår i släktet Ceroplastes och familjen skålsköldlöss. Inga underarter finns listade i Catalogue of Life.